# Ulsza
Ulsza – wieś w Polsce, w województwie dolnośląskim, w powiecie strzelińskim, w gminie Strzelin. Przebiega tędy droga wojewódzka nr 396.
1 stycznia 2019 roku zmieniono urzędową nazwę miejscowości z Ulica na Ulsza oraz dokonano zmiany jej rodzaju z przysiółka wsi Krzepice na odrębną wieś. Nazwa Ulica została nadana w 1949 roku, w miejsce niemieckiej nazwy Ultsche.
W latach 1975–1998 przysiółek administracyjnie należał do województwa wrocławskiego.